# 奎里島
奎里島（英語：Query Island），是南極洲的島嶼，位於葛拉漢地西岸的法利埃海岸，處於克拉爾克冰川和基霍爾島之間的米科爾森灣南部，現時由南極條約體系管理。